# Fredric Holen Bjørdal

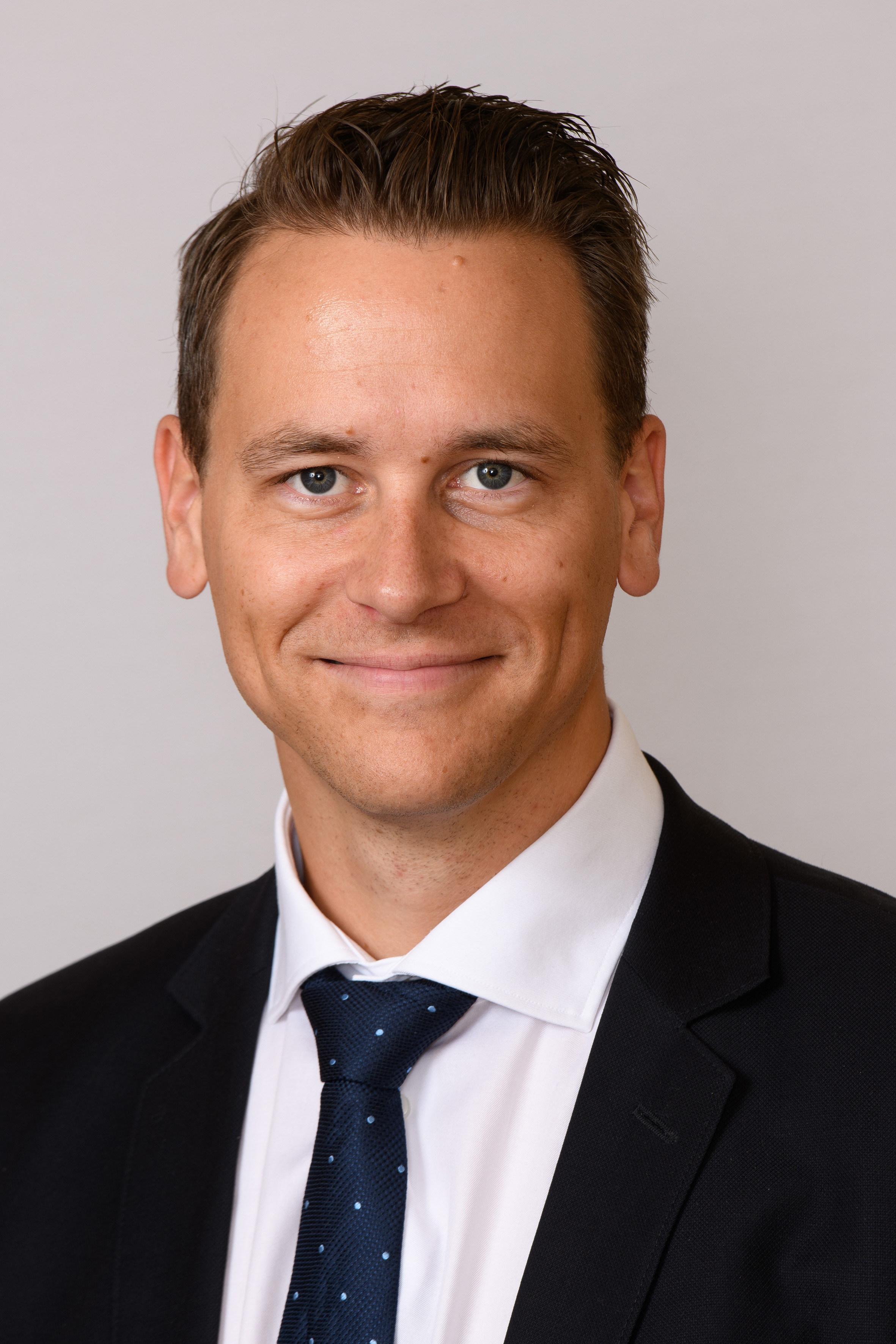
Fredric Holen Bjørdal, 2021

Fredric Holen Bjørdal (* 9. März 1990 in Volda) ist ein norwegischer Politiker der sozialdemokratischen Partei Arbeiderpartiet (Ap). Von 2013 bis 2021 war er Abgeordneter im Storting.

## Leben
Bjørdal besuchte von 2006 bis 2009 den Musikzweig der weiterführenden Schule in Volda. Von 2009 bis 2010 fungierte er als Vorsitzender der Jugendorganisation Arbeidernes Ungdomsfylking (AUF) in der Provinz Møre og Romsdal. Er gehörte zudem dem Vorstand auf Landesebene an. Bis 2011 studierte Bjørdal ein Jahr lang Psychologie an der Technisch-Naturwissenschaftlichen Universität Norwegens (NTNU) und danach bis 2013 Planung und Verwaltung an der Hochschule Volda. Das Studium beendete er mit einem Bachelorabschluss. In der Zeit nach seinem Schulabschluss arbeitete er unter anderem als Vertretungslehrer und Wahlkampfberater seine Partei. Zudem saß er in den Jahren 2011 bis 2013 im Kommunalparlament von Ørsta und Bjørdal arbeitete von 2013 bis 2014 im Jugendamt von Ørsta. Danach studierte er zwischen 2014 und 2018 Rechtswissenschaft an der Universität Oslo, wo er mit einem Master abschloss.
Bjørdal zog bei der Parlamentswahl 2013 erstmals in das norwegische Nationalparlament Storting ein. Dort vertrat er den Wahlkreis Møre og Romsdal und wurde zunächst Mitglied im Arbeits- und Sozialausschuss. Nach der Wahl 2017 wechselte er in den Finanzausschuss und wurde Mitglied im Fraktionsvorstand der Arbeiderpartiet. Im Vorfeld der Stortingswahl 2021 gab er bekannt, dass er nicht mehr erneut kandidieren und sich aus der Politik zurückziehen wolle. In der Folge schied er im Herbst 2021 aus dem Parlament aus.